# Herminia extinctalis
Herminia extinctalis là một loài bướm đêm trong họ Noctuidae.